# Östlicher Segelflossen-Doktorfisch
Der Östliche Segelflossen-Doktorfisch (Zebrasoma velifer) ist eine Art aus der Familie der Doktorfische (Acanthuridae). Er lebt im westlichen tropischen Pazifik von Süd-Japan über Indonesien, Mikronesien, bis nach Hawaii, dem Great Barrier Reef, Neukaledonien und dem Tuamotu-Archipel und besiedelt dort bevorzugt korallenreiche Lagunen und Außenriffe. Er ist in Gewässertiefen von fünf bis zu 30 Metern zu beobachten. Im Indischen Ozean wird er vom Westlichen Segelflossen-Doktorfisch (Zebrasoma desjardinii) ersetzt.

## Merkmale
Wie alle Vertreter der Doktorfische hat auch der Östliche Segelflossen-Doktorfisch einen seitlich abgeflachten Körper, der eine Länge von bis zu 40 Zentimeter erreichen kann. Auf den dunkelgraubraun gefärbten Flanken verlaufen vertikale, weiße Streifen. Die dunklen Zonen zwischen den weißen Querbändern sind mit feinen senkrechten, gelblichen Bändern versehen. Der Kopf kann gepunktet sein. Seine große, segelförmige Rückenflosse wird von vier bis fünf Hartstrahlen und 29 bis 33 Weichstrahlen gestützt, die Afterflosse von drei Hartstrahlen und 23 bis 26 Weichstrahlen. Beide Flossen werden während des Imponiergehabes aufgestellt. Bei den einzelgängerischen und territorialen Jungfischen sind beide Flossen besonders hoch und werden später reduziert. Ausgewachsene Östliche Segelflossen-Doktorfische leben paarweise.
Der Östliche Segelflossen-Doktorfisch hat ein endständiges Maul, das etwas zugespitzt ist. Er frisst bevorzugt auf Substrat wachsende Makroalgen. Im Vergleich zu anderen Vertretern der Gattung Zebrasoma hat er weniger und größere Pharyngealzähne.